# تقنية الطماطم

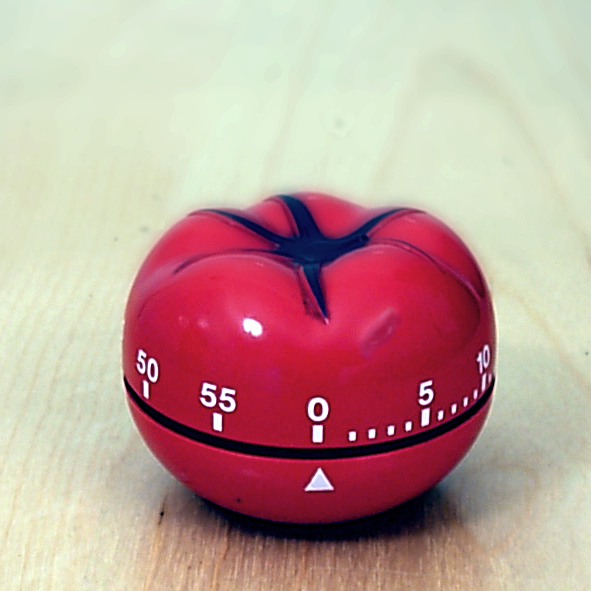
مؤقت المطبخ المسمى "Pomodoro"، الذي سميت التقنية تيمناً به.

تِقْنِيَّة الطماطم (البندورة) أو طريقة البومودورو (بالإيطالية: Pomodoro Technique)‏ هي طريقة لإدارة الوقت طوّرها الإيطالي فرانشيسكو سيريلو أواخر الثمانينات، وذلك عن طريق استخدام مؤقت لتقسيم وقت العمل إلى فترات زمنية مدة الواحدة منها 25 دقيقة، ويفصل فيما بينها فترات راحة قصيرة. وتسمى الفترة الواحدة «بوموداري» وهي مأخوذة من الكلمة الإيطالية (pomodoro) التي تعني (طماطم). يستند هذا الأسلوب على فكرة التوقف المتكرر من أجل الراحة التي يمكن أن تحسن سرعة البديهة والتركيز.
ترتبط هذه التقنية ارتباطاً وثيقاً بالعديد من المفاهيم منها التطوير المتكرر و المتزايد المستخدم في عمليات تطوير البرمجيات، اعتُمدت هذه الطريقة في سياقات البرمجة الزوجية.

## المبادئ الأساسية
ولتطبيق هذه الطريقة عليك بالخمس خطوات الأساسية التالية:
1. اختر العمل الذي تريد القيام به.
2. اضبط المؤقت على 25 دقيقة (عادةً).[1]
3. ابدأ في العمل حتى ينتهي المؤقت.
4. خذ فترة راحة قصيرة لمدة 3-5 دقائق ثم عد مرةً أخرى للاستكمال.
5. بعد كل 4 بومودرو (فترات عمل) خذ راحة من 15 إلى 30 دقيقة.

مراحل التخطيط، والتتبع، والتسجيل والمعالجة والتصور هي من الأمور الأساسية لهذه التقنية. في تخطيط مراحل المهام، يكون من الأولويات تسجيلها في قائمة «الأعمال التي يجب القيام بها اليوم»؛ هذا يسمح للمستخدم تقدير الجهد المُتطلّب للقيام بهذه المهام. بمجرد اكتمال كل «بوموداري»، يتم تسجيلها لغرض الإحساس بالإنجاز، وتوفير البيانات اللازمة لمعرفة مدى تقدم المستخدم في عمله لكي يقوم بتطوير ذاته.
لأغراض هذه التقنية، يشير مصطلح «بومودورو» إلى المدة الزمنية المستغرقة في العمل. بعد إنجاز المهمة، يخصص الوقت المتبقي من الـ (بوموداري) في تنقيح العمل وزيادة جودته. كما يجب أخذ فترات راحة منتظمة لزيادة الاستيعاب، بحث تكون هذه الفترات بمدة 3-5 دقائق تفصل ما بين كل فترتين متتاليتين. كل أربع «بروموداري» تشكل مجموعة، ويتم أخذ راحة طويلة بمدة (15-30) دقيقة بين كل مجموعة.
الهدف الأساسي من هذه التقنية هو للحد من تأثير المقاطعات الداخلية والخارجية على التركيز وتدفق المعلومات، فتقنية البروموداري غير قابلة للتجزئة. فعند المقاطعة أثناء «بروموداري»، يتم تسجيلها وتأجيلها، ولا تستكمل بل يجب الاستغناء عنها وتعويضه ببروموداري جديدة.
قامت مبادرة مواعيد بترجمة (فيديو) الموقع الرسمي ونشره باللغة العربية على قناتهم في اليوتيوب

## الأدوات
يستخدم مبتكر التقنية ومشجعيها من أتباع التقنية المنخفضة مؤقتاً ميكانيكياً، وورقةً وقلم رصاص. بمجرد قيام المستخدم بضبط المؤقت فهذا يعني عزمه على تنفيذ المهمة، كما أن دَقّة المؤقت مع كل ثانية تحفزه على إنجاز المهمة، والرنين يعني أخذ استراحة. بذلك يكون تدفق المعلومات والتركيز مرتبطاً بهذه المحفزات الماديّة.

## سبب التسمية
سميت تقنية الطماطم بهذا الاسم لأن مبتكرها فرانشيسكو سيريلو كان يستخدم مؤقتاً على شكل ثمرة طماطم مقطوعة عندما كان طالباً في الجامعة.

## البرمجيات المساعدة
هذه التقنية كانت مصدر إلهام للعديد من مطوري البرمجيات، لذا قاموا بتصميم العديد من التطبيقات المساعدة والتي تقوم بدور المؤقت، كما أن هناك بعض المواقع التي تقدم نفس الخدمة مثل هذا الموقع، وهذه الصفحة من ويكيبيديا الإنجليزية [الإنجليزية] تحتوي علي بعض البرامج التي تقوم بعمل مؤقت البومودورو.

## وصلات خارجية
- الموقع الرسمي لتقنية الطماطم.
- وقت التركيز في 2.5 دقيقة. قوّة البرومودورو. (فيديو)
- تقنية الطماطم باللغة العربية (فيديو)